# Дијана Вишњова
Дијана Вишњова (рус. Диана Вишнёва; Лењинград, 13. јул 1976) је примабалерина Марински/Киров позоришта.

## Каријера
Балетско образовање стекла је у родном граду, у једној од светски најпрестижнијих установа – Ваганова академији. Ангажман у Кирову добија на завршној години, а одмах по дипломирању, 1995. добија стални ангажман у овој позоришној кући.
Одмах по пријему добија главне улоге у класичним балетима, и већ наредне године постаје примабалерина.

## Гостовања
Дијана Вишњова је стални гост-првак Американ Балет Театра (енгл. American Ballet Theatre) из Њујорка, а веома често гостује и на другим значајним сценама — Скали, Париској опери, Бољшој театру и другим.

## Награде
- Златна медаља и Гран при — Лозана 1994.
- Alexandre Benois Prize — Париз 1996.
- Златна светлост — Санкт Петербург 1996.
- Златна маска — Москва 2001.